# 캐롤라이나 리퍼
캐롤라이나 리퍼(Carolina Reaper, 원 명칭: HP22B)는 중국고추 식물의 재배 품종이다. 이 고추는 빨갛고 쭈글쭈글하며 조그마한 꼬리가 특징이다. 2013년에 《기네스 세계 기록》은 과거의 기록 보유자 트리니다드 스콜피언 버치 T 페퍼를 압도하면서, 이 식물을 세계에서 가장 매운 고추로 언급하였다.

## 기원 및 이용
포트 밀의 퍼커벗 페퍼 컴퍼니(PuckerButt Pepper Company)의 소유주인 "Smokin" Ed Currie는 사우스캐롤라이나주 록 힐에서 캐롤라이나 리퍼를 키워냈으며 이 식물은 2013년 8월 7일 이후로 《기네스 세계 기록》에서 세상에서 가장 매운 고추로 인증을 받았다.

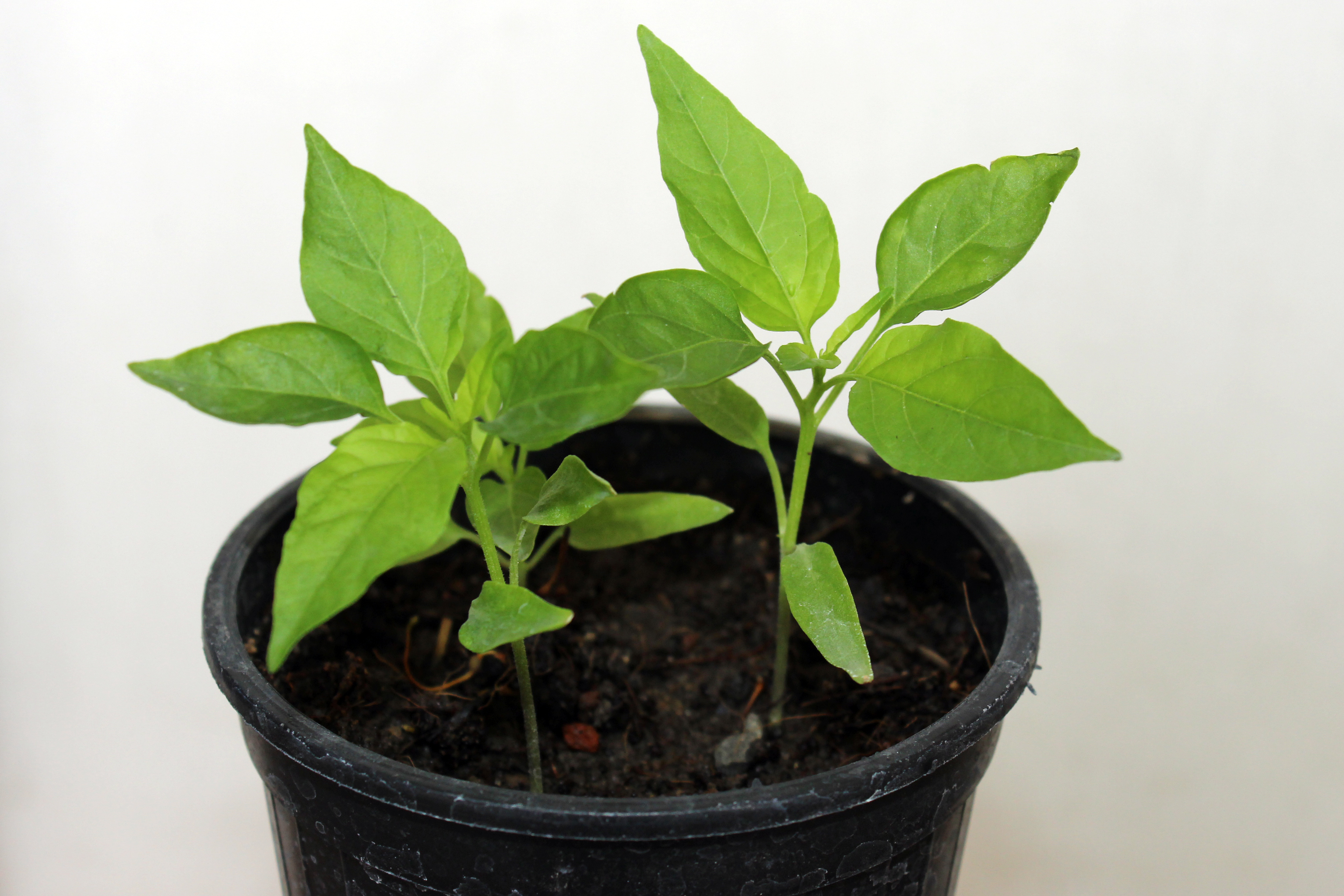
30일 된 캐롤라이나 리퍼
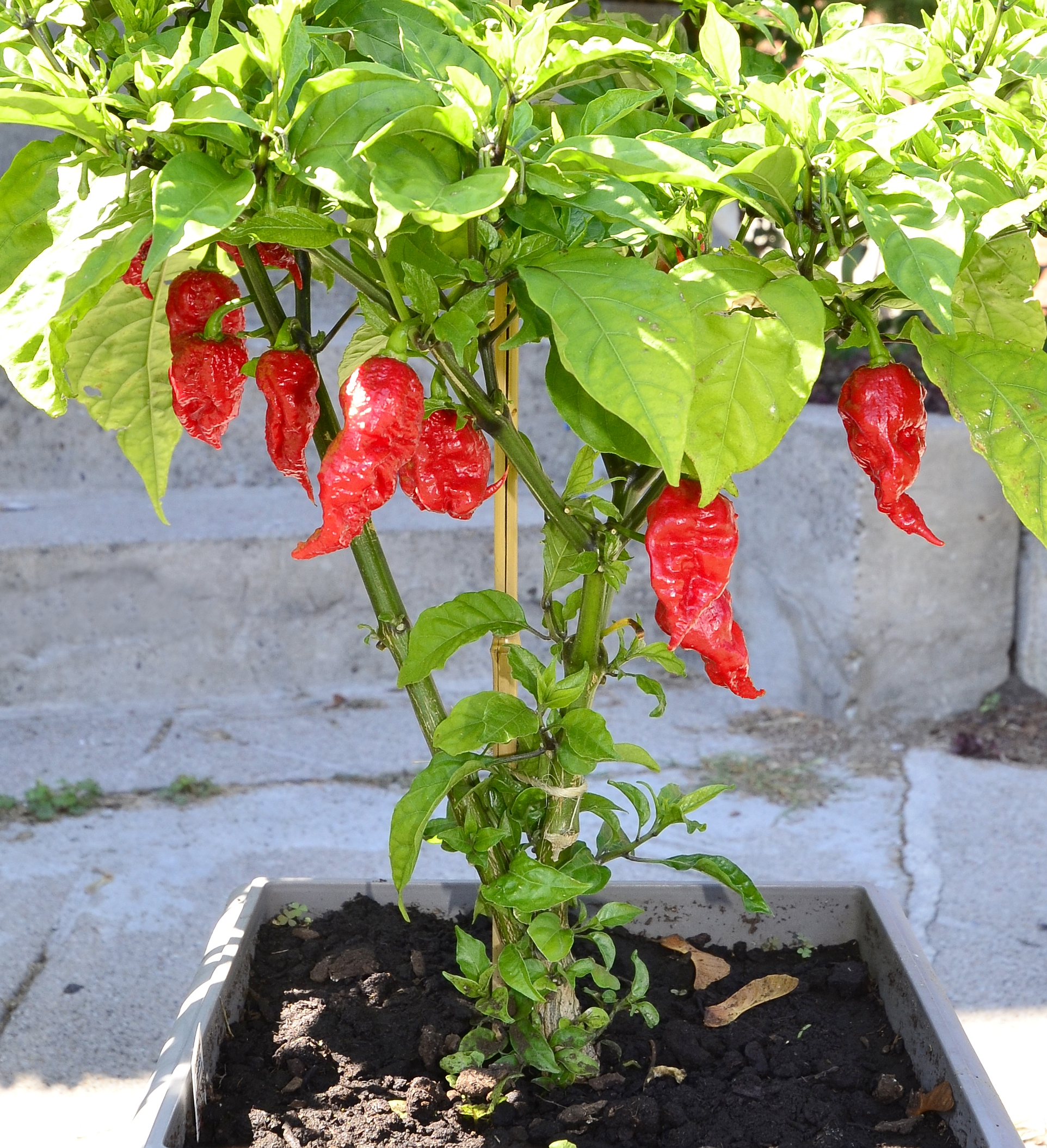
다 큰 식물